# Max Scheler
Max Ferdinand Scheler, född 22 augusti 1874 i München, död 19 maj 1928 i Frankfurt am Main, var en tysk filosof och sociolog.
Scheler utvidgade det fenomenologiska fältet inom den realistiska traditionen. Till etiken bidrog han med Der Formalismus in der Ethik und die materiale Wertethik I och II (1913, 1916), ett antikantianskt verk. Till den filosofiska antropologin skrev han Die Stellung des Menschen im Kosmos (1928).